# QSAR
Поиск количественных соотношений структура-свойство — процедура построения моделей, позволяющих по структурам химических соединений предсказывать их разнообразные свойства. За моделями, позволяющими прогнозировать количественные характеристики биологической активности, исторически закрепилось англоязычное название Quantitative Structure-Activity Relationship (QSAR). Аббревиатура QSAR часто трактуется расширенно для обозначения любых моделей структура-свойство. За моделями, позволяющими прогнозировать физические и физикохимические свойства органических соединений, закрепилось англоязычное название Quantitative Structure-Property Relationship (QSPR). При качественном описании соотношений между структурами химических соединений и их биологической активностью употребляют англоязычный термин Structure-Activity Relationship (SAR).
Поиск количественных соотношений структура-свойство основан на применении методов математической статистики и машинного обучения для построения моделей, позволяющих по описанию структур химических соединений предсказывать их свойства (физические, химические, биологическую активность). При прогнозировании свойств на качественном уровне (например, будет ли данное химическое соединение обладать данным видом биологической активности) говорят о решении классификационной задачи, тогда как при прогнозировании числовых значений свойств говорят о решении регрессионной задачи. Описание структур химических соединений для этих целей может быть векторным либо невекторным (графовым).

## Моделирование свойств при векторном описании химических соединений
При векторном описании химической структуре ставится в соответствие вектор молекулярных дескрипторов, каждый из которых представляет собой инвариант молекулярного графа.

### Молекулярные дескрипторы
Существующие наборы молекулярных дескрипторов могут быть условно разделены на следующие категории:
1. Фрагментные дескрипторы[1][2][3] существуют в двух основных вариантах — бинарном и целочисленном. Бинарные фрагментные дескрипторы показывают, содержится ли данный фрагмент (подструктура) в структурной формуле (то есть содержится ли данный подграф в молекулярном графе, описывающем данное химическое соединение), тогда как целочисленные фрагментные дескрипторы показывают, сколько раз данный фрагмент (подструктура) содержится в структурной формуле (то есть сколько раз содержится данный подграф в молекулярном графе, описывающем данное химическое соединение). В обзоре[3] описано 11 основных категорий фрагментных дескрипторов. Уникальная роль фрагментных дескрипторов заключается в том, что, как показано в работах[4][5], они образуют базис дескрипторного пространства, то есть любой молекулярный дескриптор (и любое молекулярное свойство), являющийся инвариантом молекулярного графа, может быть однозначно разложен по этому базису. Кроме моделирования свойств органических соединений, бинарные фрагментные дескрипторы в форме молекулярных ключей (скринов) и молекулярных отпечатков пальцев применяются при работе с базами данных для ускорения подструктурного поиска и организации поиска по подобию[3].
2. Топологические индексы.
3. Физико-химические дескрипторы[6] — это числовые характеристики, получаемые в результате моделирования физико-химических свойств химических соединений, либо величины, имеющие четкую физико-химическую интерпретацию. Наиболее часто используются в качестве дескрипторов: липофильность (LogP), молярная рефракция (MR), молекулярный вес (MW), дескрипторы водородной связи[7], молекулярные объёмы и площади поверхностей.
4. Квантово-химические дескрипторы[8] — это числовые величины, получаемые в результате квантово-химических расчетов. Наиболее часто в качестве дескрипторов используются: энергии граничных молекулярных орбиталей (ВЗМО и НСМО), частичные заряды на атомах и частичные порядки связей, индексы реакционной способности Фукуи (индекс свободной валентности, нуклеофильная и электрофильная суперделокализуемость), энергии катионной, анионной и радикальной локализации, дипольный и высшие мультипольные моменты распределения электростатического потенциала.
5. Дескрипторы молекулярных полей — это числовые величины, аппроксимирующие значения молекулярных полей путём вычисления энергии взаимодействия пробного атома, помещенного в узел решетки, с текущей молекулой. На построении корреляций между значениями дескрипторов молекулярных полей и числовым значением биологической активности при помощи метода частичных наименьших квадратов (Partial Least Squares — PLS) основаны методы 3D-QSAR, наиболее известным из которых является CoMFA[9].
6. Константы заместителей[10] впервые были введены Л. П. Гамметом в рамках уравнения, получившего его имя, которое связывает константы скорости реакции с константами равновесия для некоторых классов органических реакций. Константы заместителей вошли в практику QSAR после появления уравнения Ганча-Фуджиты, связывающего биологическую активность с константами заместителей и значением липофильности. В настоящее время известно несколько десятков констант заместителей.
7. Фармакофорные дескрипторы показывают, могут ли простейшие фармакофоры, состоящие из пар или троек фармакофорных центров со специфицированным расстоянием между ними, содержаться внутри анализируемой молекулы[11].
8. Дескрипторы молекулярного подобия указывают на меру сходства (молекулярного подобия) с соединениями из обучающей выборки.

Молекулярные дескрипторы наиболее полно описаны в монографии, которую можно считать энциклопедией молекулярных дескрипторов, а также в учебном пособии.

### Методы построения моделей структура-свойство
Для решения регрессионных задач при векторном описании структур химических соединений чаще всего в хемоинформатике применяются следующие методы математической статистики и машинного обучения:
1. Множественная линейная регрессия
2. Метод частичных наименьших квадратов (Partial Least Squares — PLS)
3. Искусственные нейронные сети
4. Регрессия на опорных векторах
5. Случайный лес
6. Метод k ближайших соседей

Для решения двухклассовых (бинарных) либо многоклассовых классификационных задач при векторном описании структур химических соединений чаще всего в хемоинформатике применяются следующие методы математической статистики и машинного обучения:
1. Наивный байесовский классификатор
2. Линейный дискриминантный анализ (Linear Discriminant Analysis — LDA)
3. Искусственные нейронные сети
4. Метод опорных векторов
5. Деревья принятий решений
6. Случайный лес
7. Метод k ближайших соседей

Для решения одноклассовых классификационных задач при векторном описании структур химических соединений чаще всего в хемоинформатике применяются следующие методы машинного обучения:
1. Автокодирующие нейронные сети
2. Одноклассовая машина опорных векторов (1-SVM)

Методы построения моделей структура-свойство подробно рассмотрены в учебных пособиях.

## Моделирование свойств при невекторном (графовом) описании химических соединений
Моделирование свойств при невекторном описании химических соединений осуществляется либо при помощи нейронных сетей специальных архитектур, позволяющих работать непосредственно с матрицами смежности молекулярных графов, либо при помощи ядерных (kernel) методов с использованием специальных графовых (либо химических, фармакофорных) ядер.
Примерами служащих для этой цели нейронных сетей со специальной архитектурой являются:
1. BPZ[15][16]
2. ChemNet[17]
3. CCS[18][19]
4. MolNet[20]
5. Graph machines[21]

Примерами служащих для этой цели графовых (либо химических, фармакофорных) ядер являются:
1. Marginalized graph kernel[22]
2. Optimal assignment kernel[23][24][25]
3. Pharmacophore kernel[26]

Построение моделей структура-свойство при невекторных описаниях химических структур рассмотрены в учебном пособии.

## Свободно доступные через Интернет вычислительные ресурсы

### Ресурсы, позволяющие строить новые модели структура-свойство
1. Online CHemical Modeling (OCHEM) — информационный и вычислительный ресурс, позволяющий работать через Web-интерфейс с базой данных по органическим соединениям и их свойствам, пополнять её, осуществлять в ней поиск и формировать выборки, рассчитывать широкий набор молекулярных дескрипторов, строить количественные модели структура-свойство и применять их для прогнозирования свойств новых соединений
2. Chembench — ресурс, позволяющий строить модели структура-свойство и использовать их для прогнозирования

## Примеры прогнозирования

### Примеры прогнозирования физико-химических свойств органических соединений
1. Физические свойства индивидуальных низкомолекулярных соединений
  1. Температура кипения (Тк)[27][28]
  2. Критическая температура (Tкр)[27]
  3. Вязкость[28][29]
  4. Давление насыщенного пара[27][28][29]
  5. Плотность[27][28][29]
  6. Показатель преломления[27]
  7. Температура плавления (Тпл)[27]
  8. Шкалы полярности растворителей[27]
  9. Индексы удержания в газовой хроматографии[27]
  10. Поляризуемость[30]
  11. Магнитная восприимчивость[31]
  12. Энтальпия сублимации[32]
2. Физические свойства низкомолекулярных соединений в зависимости от условий
  1. Температура кипения углеводородов в зависимости от давления[33]
  2. Плотность углеводородов в зависимости от температуры[33]
  3. Динамическая вязкость углеводородов в зависимости от температуры[33]
3. Спектроскопические свойства
  1. Положение длинноволновой полосы поглощения симметричных цианиновых красителей[34]
  2. Химические сдвиги в спектрах 1H ЯМР[35]
  3. Химические сдвиги в спектрах 13С ЯМР[36]
  4. Химические сдвиги в спектрах 31P ЯМР[37]
4. Физическо-химические свойства низкомолекулярных соединений
  1. Температура вспышки и температура самовоспламенения[27][38]
  2. Октановые числа углеводородов[39]
  3. Константы ионизации (кислотности или основности)[40]
5. Физические свойства, обусловленные межмолекулярными взаимодействиями молекул разного типа
  1. Растворимость в воде (LogSw)[27][41]
  2. Коэффициент распределения n-октанол/вода (LogP)[42]
  3. Коэффициент распределения низкомолекулярных веществ между водой и мицеллами Pluronic P85[43]
  4. Свободная энергия сольватации органических молекул в различных растворителях[44]
6. Реакционная способность органических соединений
  1. Константа скорости кислотного гидролиза сложных эфиров[45]
7. Супрамолекулярные свойства
  1. Стабильность комплексов включения органических соединений с бета-циклодекстрином[46]
  2. Сродство красителей к целлюлозному волокну[47]
  3. Константы устойчивости комплексов ионофоров с ионами металлов[48]
8. Физические свойства поверхностно-активных веществ (ПАВ)
  1. Критическая концентрация мицеллообразования (ККМ)[27]
  2. Температура помутнения[27]
9. Физические и физико-химические свойства полимеров
  1. Температура стеклования[27]
  2. Показатель преломления полимеров[27]
  3. Ускорение вулканизации резин[27]
  4. Коэффициент проницаемости через полиэтилен низкой плотности[49]
10. Физические свойства ионных жидкостей
  1. Температура плавления[50]

### Примеры прогнозирования свойствADMET
1. Фармакокинетические свойства
  1. Проникновение через гематоэнцефалический барьер[51]
  2. Скорость проникновения через кожу[52]
2. Метаболизм
  1. Сайты ароматического гидроксилирования при метаболической активации цитохромом P450[53]
3. Токсичность
  1. Канцерогенность[54]
  2. Эмбриотоксичность[55]

### Примеры прогнозирования биологической активности органических соединений
1. Спектр биологической активности[56]
2. Принадлежность к фармакологическим группам[57]